# Hermonville
Hermonville è un comune francese di 1 333 abitanti situato nel dipartimento della Marna nella regione del Grand Est.

## Società

### Evoluzione demografica
Abitanti censiti